# Commonwealth Bank Tennis Classic
Commonwealth Bank Tennis Classic — профессиональный женский теннисный турнир, проходивший под эгидой WTA в различных городах Индонезии и Малайзии между 1994 и 2008 годом.
Соревнование игралось на открытых кортах с хардовым покрытием.

## Общая информация
Турнир организован накануне сезона-1994 в столице индонезийской провинции Восточная Ява — городе Сурабая, как часть позднеосенней азиатской серии. Соревнование продержалось в календаре четыре сезона, постепенно смещаясь в календаре всё ближе к US Open.
В 1998 году турнир не проводился, а через год титульный спонсор перенёс соревнование в Малайзию — в Куала-Лумпур. Турнир вновь оказался в ноябрьской части сезона.
В 2000 году турнир вернулся в Индонезию — приехав в теннисный центр на острове Бали. Соревнование расположилось в календаре вскоре после US Open.
В 2009 году, в ходе реформы календаря женского профессионального тура, турнир был преобразован в Итоговый турнир международной серии.

### Победители и финалисты
Светлана Кузнецова является единственной теннисисткой, выигравшей одиночный турнир три раза. Дважды чемпионками турнира становились китаянка Ван Шитин и американка Линдсей Дэвенпорт.
В парном турнире список многократных чемпионок ещё меньше — лишь австралийке Керри-Энн Гюс удалось выиграть титул дважды.
В финалах данного турнира играли почти все ведущие теннисистки Индонезии того времени: Анжелик Виджайя выигрывала и одиночное и парное соревнования, а Яюк Басуки и Романа Теджакусума первенствовали лишь в парных соревнованиях (вместе выиграв самое первое подобное соревнование).

## Финалы прошлых лет

### Одиночные турниры
| Год                    | Чемпионка              | Финалистка         | Счёт финала     |
| ---------------------- | ---------------------- | ------------------ | --------------- |
| Бали, Индонезия        |                        |                    |                 |
| 2008                   | Патти Шнидер           | Тамира Пашек       | 6-3 6-0         |
| 2007                   | Линдсей Дэвенпорт (2)  | Даниэла Гантухова  | 6-4 3-6 6-2     |
| 2006                   | Светлана Кузнецова (3) | Марион Бартоли     | 7-5 6-2         |
| 2005                   | Линдсей Дэвенпорт      | Франческа Скьявоне | 6-2 6-4         |
| 2004                   | Светлана Кузнецова (2) | Марлен Вайнгартнер | 6-1 6-4         |
| 2003                   | Елена Дементьева       | Чанда Рубин        | 6-2 6-1         |
| 2002                   | Светлана Кузнецова     | Кончита Мартинес   | 3-6 7-6(4) 7-5  |
| 2001                   | Анжелик Виджайя        | Йоаннетта Крюгер   | 7-6(2) 7-6(4)   |
| Куала-Лумпур, Малайзия |                        |                    |                 |
| 2000                   | Генриета Надьова       | Ива Майоли         | 6-4 6-2         |
| 1999                   | Оса Карлссон           | Эрика де Лоун      | 6-2 6-4         |
| Сурабая, Индонезия     |                        |                    |                 |
| 1997                   | Доминик Монами         | Ленка Немечкова    | 6-1 6-3         |
| 1996                   | Ван Шитин (2)          | Нана Мияги         | 6-4 6-0         |
| 1995                   | Ван Шитин              | И Цзинцян          | 6-1 6-1         |
| 1994                   | Елена Пампулова        | Ай Сугияма         | 2-6 6-0 — отказ |

### Парные турниры
| Год  | Чемпионки                           | Финалистки                               | Счёт финала          |
| ---- | ----------------------------------- | ---------------------------------------- | -------------------- |
| 2008 | Се Шувэй Пэн Шуай                   | Марта Домаховска Надежда Петрова         | 6-7(4) 7-6(3) [10-7] |
| 2007 | Цзи Чуньмэй Сунь Шэннань            | Джилл Крейбас Натали Грандин             | 6-3 6-2              |
| 2006 | Линдсей Дэвенпорт Корина Морариу    | Натали Грандин Труди Мусгрейв            | 6-3 6-4              |
| 2005 | Анна-Лена Грёнефельд Меганн Шонесси | Янь Цзы Чжэн Цзе                         | 6-3 6-3              |
| 2004 | Анастасия Мыскина Ай Сугияма        | Светлана Кузнецова Аранча Санчес-Викарио | 6-3 7-5              |
| 2003 | Мария Венто-Кабчи Анжелик Виджайя   | Эмили Луа Николь Пратт                   | 7-5 6-2              |
| 2002 | Кара Блэк Вирхиния Руано Паскуаль   | Светлана Кузнецова Аранча Санчес-Викарио | 6-2 6-3              |
| 2001 | Эви Доминикович Тамарин Танасугарн  | Джанет Ли Винна Пракуся                  | 6-7(4) 6-2 6-3       |
| 2000 | Генриета Надьова Сильвия Плишке     | Лизель Хубер Ванесса Вебб                | 6-4 7-6(4)           |
| 1999 | Елена Костанич Тина Писник          | Рика Хираки Юка Ёсида                    | 3-6 6-2 6-4          |
| 1997 | Керри-Энн Гюс (2) Рика Хираки       | Морин Дрейк Рената Колбович              | 6-1 7-6(5)           |
| 1996 | Александра Фусаи Керри-Энн Гюс      | Тина Крижан Ноэль ван Лоттум             | 6-4 6-4              |
| 1995 | Петра Камстра Тина Крижан           | Нана Мияги Стефани Риз                   | 2-6 6-4 6-1          |
| 1994 | Яюк Басуки Романа Теджакусума       | Кёко Нагацука Ай Сугияма                 | Без игры             |